# Wonder Woman

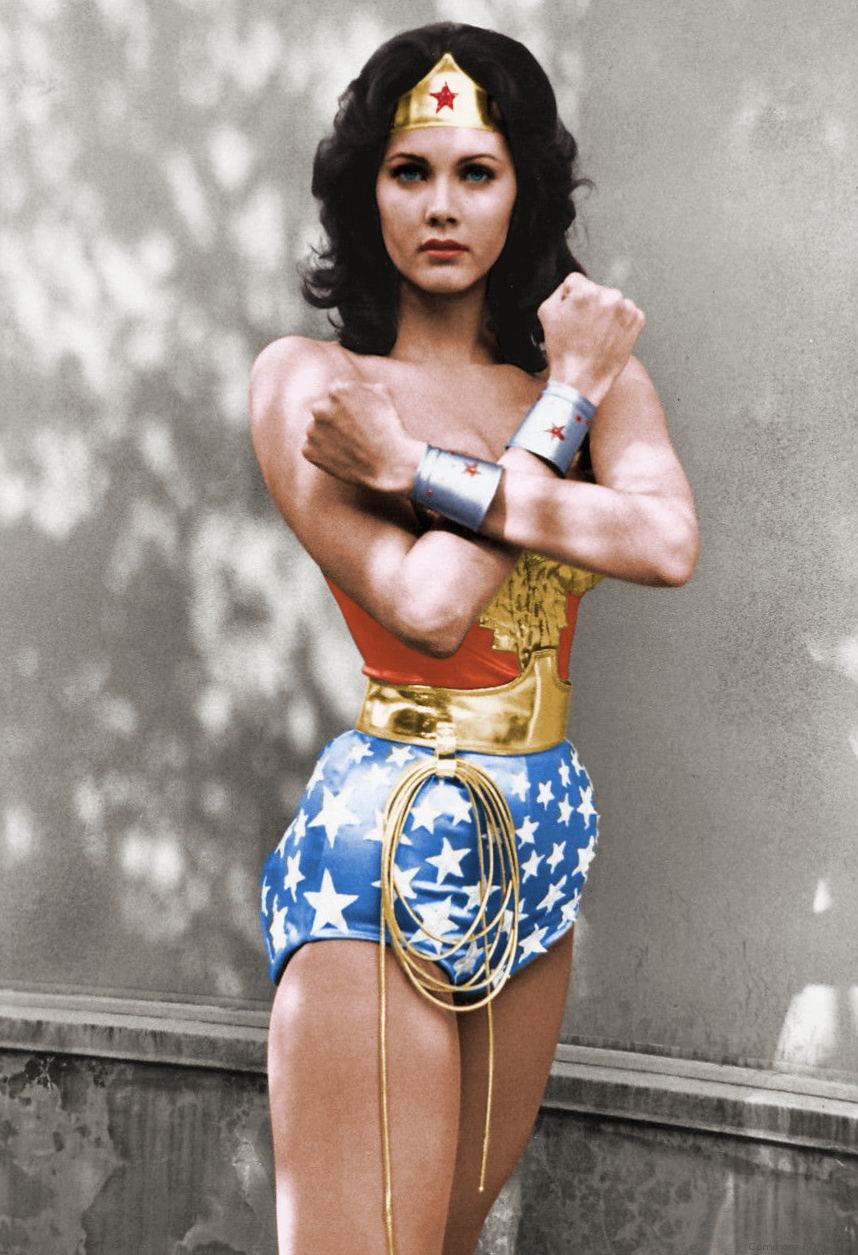
Představitelka Wonder Woman Lynda Carter v kostýmu

Wonder Woman je fiktivní postava komiksových příběhů vydávaných nakladatelstvím DC Comics. Jejím autorem je psycholog a scenárista William Moulton Marston, prvním kreslířem byl H. G. Peter. Poprvé se objevila v komiksovém sešitu All Star Comics #8 v prosinci 1941. Wonder Woman je polobohyně a válečnice ze země Amazonek (založené na řecké mytologii), kde je proslulá jako princezna Diana z Themysciry. Mimo svou zemi se skrývá pod tajnou identitou pod jménem Diana Prince.
Na obálce se poprvé objevila v sešitu Sensation Comics #1 v lednu 1942. Komiks Wonder Woman je od té doby vydáván téměř nepřetržitě. Jako superhrdinka bojující za spravedlnost, lásku, mír a genderovou rovnoprávnost se stala ikonou feminismu. Také je zakládající členkou týmu Justice League.

## Vydání
Wonder Woman stvořil psycholog William Moulton Marston a poprvé se objevila v komiksu All Star Comics #8 v prosinci 1941. Marston rovněž proslul jako vynálezce předchůdce polygrafu (detektoru lži). Při tvorbě své superhrdinky využil i svou odbornou praxi. Wonder Woman měla představovat silnou a nezávislou ženu. Marston tím chtěl bojovat proti genderovým stereotypům, které neodpovídaly jeho zkušenostem psychologa. Jako hlavní zbraň má laso pravdy. V prvním příběhu je Wonder Woman vybrána, aby dopravila Stevea Trevora, amerického špiona, který ztroskotal na ostrově Amazonek, do „světa mužů“. Poté začne i ona bojovat proti nacistům. V USA se v té době také připojila k týmu Justice Society of America, tehdy ještě jako sekretářka.
Ve stříbrné éře komiksu scenárista Robert Kanigher přepsal původ postavy, kdy ještě více využil prvky řecké mytologie. Wonder Woman zde byla již při narození předurčena být krásná jako Afrodita, moudrá jako Athéna a silná jako Héraklés. V 60. letech se pod scénářem Mikea Sekowskyho vzdala svých schopností, aby mohla zůstat ve světě lidí, tehdy začala užívat alias Diana Prince a otevřela si mod butik. Najala si čínského mistra bojových umění I Chinga, který ji vše naučil. Diana tak začala používat bojové dovednosti, namísto svých nadpřirozených sil. Žánrem se komiks stal spíše špionážní sérií a velmi ho ovlivnil britský seriál Avengers a herečka Diana Rigg. V 70. letech se však vše vrátilo k superhrdinskému základu a mytologii.
Po událostech crossoveru Crisis on Infinite Earths (1985) autoři George Pérez, Len Wein a Greg Potter restartovali celou sérii, kdy se Wonder Woman stala velvyslankyní skrytého ostrova Themyskyra, která měla ve světě lidí přispěk k trvalému míru. Postava pod vedením Péreze prošla výraznou modernizací a do jejích příběhů bylo zapojeno ještě více z řecké mytologie. Restart se setkal s komerčním i kritickým úspěchem.
V roce 2011 došlo k relaunchi DC vesmíru známému jako New 52 a to vedlo k relaunchi i série s Wonder Woman. Zcela nový a ještě více modernizovaný svět Wonder Woman vytvořili autoři Brian Azzarello a Cliff Chiang.

## Fiktivní biografie postavy

### Zlatá éra
V prvním komiksu All Star Comics #8 (1941) byla Diana členkou kmene Amazonek žijících na Rajském ostrově, odtrženém od okolního světa. Na ostrově jednoho dne ztroskotal americký kapitán Steve Trevor, do kterého se Diana zamilovala a po vítězství v soutěži ho doprovodila zpět do světa lidí. Soutěž o to, kdo se vydá do světa lidí byla nutným krokem k výběru vhodné válečnice. Diana, jako princezna, měla svou matkou, královnou Hippolytou, zakázáno se účastnit, přesto ale na soutěž v tajnosti pronikla a zvítězila. Poté získala speciální uniformu a novou identitu jako Wonder Woman.
Ve světě lidí převzala identitu zdravotní sestry během druhé světové války a začala vystupovat pod civilním jménem Diana Prince. Spolu s Trevorem pak bojovali proti nacistům. Jejími hlavními nepřáteli byli v této éře nacistická baronka Paula von Gunther, zlý bůh Ares, Duke of Deception, Angle Man, Doctor Psycho a Cheetah.

### Stříbrná a bronzová éra
Ve stříbrné éře komiksu došla postava značných změn. Historie spojená s druhou světovou válkou byla vypuštěna a původ Wonder Woman byl propojen s požehnáním od bohů. Vedle hlavní hrdinky se objevili i společníci Wonder Girl a Wonder Tot.
V komiksu Wonder Woman (vol. 1) #179 (listopad 1968) se Diana vzdala svých schopností a své uniformy, aby výměnou mohla zůstat ve světě lidí. Ostatní Amazonky odcestovaly do jiné dimenze. Bez svých schopností nadále nebyla Wonder Woman. Přesto se nevzdala a začala se učit od slepého čínského mistra bojových umění I-Chinga. Se zločinem dále bojovala jako Diana Prince a v civilním životě si otevřela mod butik.
V bronzové éře, v komiksu Wonder Woman Vol 1 #204, se Dianě vrátily schopnosti i uniforma a znovu začala bojovat jako Wonder Woman. V této době také potká svou „sestru“ Nubiy. V posledním čísle první série se Wonder Woman vdá za Stevea Trevora.

### Moderní éra
Poté, co události v komiksu Crisis on Infinite Earths (1985) změnily kontinuum v DC vesmíru, byl původ Wonder Woman kompletně změněn. Wonder Woman se stala velvyslankyní ostrova Themyskyra (původní Rajský ostrov) s misí přinést světu lidí mír.
V čísle Wonder Woman Vol 2 #50 se Amazonky a jejich ostrov zjevil světu s tím, že končí jejich izolace.
V relaunchi New 52 (2011) získala nový kostým a zcela nový příběh původu. Dosud byla Diana vytvořena z hlíny svou matkou, která ji s pomocí bohů vdechla život. Zde je ovšem dcerou Hippolyty a boha Dia. Původní příběh zrodu byl vysvětlen jako krycí historka, aby ji uchránili od hněvu Héry, manželky Dia.

## Česky vydané komiksy
V České republice vydalo příběhy Wonder Woman nakladatelství BB/art a CREW.
- Wonder Woman (Vol. 4) (New 52):
  - 2015 – Wonder Woman 1: Krev, (autoři: Brian Azzarello, Tony Akins a Cliff Chiang: Wonder Woman Vol. 4 (New 52) #1-6, 2011–12)
  - 2017 – Wonder Woman 2: Odvaha, (autoři: Brian Azzarello, Tony Akins a Cliff Chiang: Wonder Woman Vol. 4 (New 52) #7–12, 2012)
  - 2018 – Wonder Woman 3: Vůle, (autoři: Brian Azzarello a Cliff Chiang: Wonder Woman Vol. 4 (New 52) #0, #13–18, 2013)
  - 2020 – Wonder Woman 4: Válka, (autoři: Brian Azzarello, Goran Sudžuka, Tony Akins a Cliff Chiang: Wonder Woman Vol. 4 (New 52) #19–23, 2013)
  - 2020 – Wonder Woman 5: Tělo, (autoři: Brian Azzarello, ACO, Goran Sudžuka, Cliff Chiang: Wonder Woman Vol. 4 (New 52) #23.2, #24–29, 2013–14)
  - 2022 – Wonder Woman 6: Kosti, (autoři: Brian Azzarello, Cliff Chiangm, Goran Sudžuka: Wonder Woman Vol. 4 (New 52) #30–35 a Secret Origins #6, 2014)
  - 2022 – Wonder Woman 7: Válkou rozervaná, (autoři: Meredith Finchová, David Finch a Goran Sudžuka: Wonder Woman Vol. 4 (New 52) #36–40 a Wonder Woman Vol. 4 Annual #1, 2014–15)
  - 2023 – Wonder Woman 8: Křižovatky osudu, (autoři: Meredith Finchová, David Finch, Ian Churchill a Miguel Mendonca: Wonder Woman Vol. 4 (New 52) #41–47, 2015)

- Edice DC komiksový komplet:
  - 2018 – DC komiksový komplet 027: Wonder Woman: Ztracený ráj, (autoři: Phil Jimenez, J.M. DeMatteis, George Pérez: Wonder Woman (Vol. 2) #164–169, 2001) + New Teen Titans #38 (autoři: Marv Wolfman a George Pérez, 1984)
  - 2018 – DC komiksový komplet 030: Wonder Woman: Kruh, (autoři: Gail Simone, Terry Dodson a Ron Randall: Wonder Woman (Vol. 3) #14–17, 2008) + Wonder Woman (Vol. 1) #98 a #105 (autoři: Robert Kanigher a Ross Andru, 1958 a 1959).
  - 2018 – DC komiksový komplet 046: Wonder Woman: Oči Gorgony, (autoři: Greg Rucka, Drew Johnson, Sean Phillips a James Raiz: Wonder Woman (Vol. 2) #206–213, 2004–05) + Wonder Woman (Vol. 2) #92 (autoři: William Messner-Loebs a Mike Deodato, Jr., 1994).
  - 2018 – DC komiksový komplet 052: Wonder Woman: Bohové a smrtelníci, (autoři: Greg Potter, George Pérez a Len Wein: Wonder Woman (Vol. 2) #1–7, 1987) + Wonder Woman (Vol. 1) #1 (autoři: William Moulton Marston a Harry G. Peter, 1942)
  - 2020 – DC komiksový komplet 099: Wonder Woman: Amazonky útočí!, kniha první, (autoři: Jodi Picoult, Drew Johnson, Terry Dodson a Paco Diaz: Wonder Woman (Vol. 3) #6–10, 2007; Will Pfeifer a Pete Woods: Amazons Attack! #1-2, 2007; a Mike Sekowsky: Wonder Woman (Vol. 1) #183, 1969)
  - 2020 – DC komiksový komplet 100: Wonder Woman: Amazonky útočí!, kniha druhá, (autoři: J. Torres a Paco Diaz: Wonder Woman (Vol. 3) #11–12, 2007; Will Pfeifer a Pete Woods: Amazons Attack! #3-6, 2007; a Mike Sekowsky: Wonder Woman (Vol. 1) #184, 1969)

- Wonder Woman (Vol. 5) (Znovuzrození hrdinů DC):
  - 2018 – Wonder Woman 1: Lži (autoři: Greg Rucka, Matthew Clark a Liam Sharp: Wonder Woman Vol. 5 #1, #3, #5, #7, #9, #11 a Wonder Woman: Rebirth, 2016–17)
  - 2018 – Wonder Woman 2: Rok jedna (autoři: Greg Rucka, Bilquis Evely a Nicola Scott: Wonder Woman Vol. 5 #2, #4, #6, #8, #10, #12, #14, 2017)
  - 2019 – Wonder Woman 3: Pravda (autoři: Greg Rucka, Liam Sharp a Bilquis Evely: Wonder Woman Vol. 5 #15, #17, #19, #21, #23, #25, 2017)
  - 2019 – Wonder Woman 4: Boží hlídka (autoři: Greg Rucka, Bilquis Evely a Mirka Andolfo: Wonder Woman Vol. 5 #16, #18, #20, #22, #24 a Wonder Woman Annual #1, 2017)
  - 2019 – Wonder Woman 5: Srdce Amazonky (autoři: Shea Fontana, Mirka Andolfo, David Messina a Inaki Miranda: Wonder Woman Vol. 5 #26–30; Greg Rucka a Nicola Scott, Vita Ayala a Claire Roe, Michael Moreci a Stephanie Hans, Collin Kelly, Jackson Lanzing a David Lafuente: Wonder Woman Vol. 5 Annual #1; Tim Seeley a Christian Duce: Wonder Woman: Steve Trevor Special #1, 2017)
  - 2020 – Wonder Woman 6: Děti bohů (autoři: James Robinson, Carlo Pagulayan, Sergio Davila, Emanuela Lupacchino a Stephen Segovia: Wonder Woman Vol. 5 #31–37, 2017–18)
  - 2021 – Wonder Woman 7: Útok na Amazonky (autoři: James Robinson, Carlo Pagulayan, Emanuela Lupacchino, Carmen Carnero, Jesús Merino, Marco Santucci a Stephen Segovia: Wonder Woman Vol. 5 #38–45, 2018)
  - 2021 – Wonder Woman 8: Temní bohové (autoři: James Robinson, Stephen Segovia, Emanuela Lupacchino, Jesús Merino, Marc Laming, Jim Calafiore a Rick Leonardi: Wonder Woman Vol. 5 #46–50 a Wonder Woman Annual #2, 2018)

- DC Young Adult:
  - 2021 – Wonder Woman: Válkonoška (autoři: Louise Simonsonová a Kit Seaton: Wonder Woman: Warbringer, 2020)

- DC Black Label:
  - 2021 – Wonder Woman: Mrtvá Země (autor: Daniel Warren Johnson: Wonder Woman: Dead Earth #1–4, 2019–2020)

## Film a televize

### Film
- 2007 – Wonder Woman – americký animovaný film, režie Lauren Montgomery, dabing Wonder Woman Keri Russell.
- 2016 – Batman v Superman: Úsvit spravedlnosti – americký film, režie Zack Snyder, v roli Wonder Woman Gal Gadot.
- 2017 – Wonder Woman – americký film, režie Patty Jenkins, v hlavní roli Wonder Woman Gal Gadot.
- 2017 – Liga spravedlnosti – americký film, režie Zack Snyder, film ovšem dokončil Joss Whedon, v hlavní roli Wonder Woman Gal Gadot.
  - 2021 – Liga spravedlnosti Zacka Snydera – americký film, upravený režisérský sestřih podle původní vize Zacka Snydera, v hlavní roli Wonder Woman Gal Gadot.
- 2019 – Wonder Woman: Bloodlines – americký animovaný film, režie Sam Liu a Justin Copeland, dabing Wonder Woman Rosario Dawson.
- 2020 – Wonder Woman 1984 – americký film, režie Patty Jenkins, v hlavní roli Wonder Woman Gal Gadot.

### Televize
- 1967 – Wonder Woman: Who's Afraid of Diana Prince? – americký segment pilotního filmu, v hlavní roli Linda Harrison.
- 1974 – Wonder Woman – americký pilotní film k nezrealizovanému seriálu, v hlavní roli Cathy Lee Crosby.
- 1975–79 – Wonder Woman – americký seriál, v hlavní roli Lynda Carter.
- 2011 – Wonder Woman – neodvysílaný americký pilotní film k nezrealizovanému seriálu, režie Jeffrey Reiner, v hlavní roli Adrianne Palicki.